# Station Terespol Pomorski
Station Terespol Pomorski is een spoorwegstation in de Poolse plaats Terespol Pomorski.